# Copa CECAFA 2009
La Copa CECAFA del 2009 fue la edición número 33 del campeonato de la región del África del Este.
Todos los partidos se jugaron en Nairobi del 28 de noviembre hasta el 13 de diciembre.

## Información
- Sudán no formó parte del torneo porque se inscribió fuera de tiempo.
- Zambia y  Zimbabue fueron invitados a participar en el torneo.

## Grupo A
| Equipo  | Pts | Pld | W | D | L | GF | GA | GD  |
| ------- | --- | --- | - | - | - | -- | -- | --- |
| Zambia  | 9   | 3   | 3 | 0 | 0 | 9  | 0  | +9  |
| Kenia   | 6   | 3   | 2 | 0 | 1 | 4  | 2  | +2  |
| Etiopía | 3   | 3   | 1 | 0 | 2 | 5  | 3  | +2  |
| Yibuti  | 0   | 3   | 0 | 0 | 3 | 0  | 13 | -13 |

| 28 de noviembre de 2009, 14:00 | Zambia                                 | 2:0 (0:0) | Kenia | Estadio Nyayo, Nairobi |  |
|                                | James Chamanga 89' · Felix Sunzu 90+1' |           |       |                        |  |

| 30 de noviembre de 2009, 16:00 | Yibuti | 0:5 (0:0) | Etiopía                                                                       | Estadio Nyayo, Nairobi         |                                |
|                                |        |           | Akiliu Ayenew 50' · Adane Girma 61' · Tafese Tesfaye 65' · Umed Ukuri 70' 85' | Asistencia: 10000 espectadores | Asistencia: 10000 espectadores |

| 2 de diciembre de 2009, 12:00 | Kenia                                 | 2:0 (2:0) | Yibuti | Estadio Nyayo, Nairobi |  |
|                               | George Odhiambo 23' · Allan Wanga 44' |           |        |                        |  |

| 2 de diciembre de 2009, 14:00 | Etiopía | 0:1 (0:1) | Zambia             | Estadio Nyayo, Nairobi |  |
|                               |         |           | James Chamanga 30' |                        |  |

| 4 de diciembre de 2009, 14:00 | Zambia                                                                | 6:0 (2:0) | Yibuti | Estadio Nyayo, Nairobi |  |
|                               | Kennedy Chola 3' 49' 85' · Felix Sunzu 31' · Charles Siyingwa 65' 81' |           |        |                        |  |

| 5 de diciembre de 2009, 16:00 | Etiopía | 0:2 (0:1) | Kenia                            | Estadio Nyayo, Nairobi |  |
|                               |         |           | John Baraza 2' · Allan Wanga 52' |                        |  |

## Grupo B
| Equipo   | Pts | Pld | W | D | L | GF | GA | GD |
| -------- | --- | --- | - | - | - | -- | -- | -- |
| Ruanda   | 9   | 3   | 3 | 0 | 0 | 4  | 1  | +3 |
| Eritrea  | 4   | 3   | 1 | 1 | 1 | 4  | 3  | +1 |
| Zimbabue | 4   | 3   | 1 | 1 | 1 | 2  | 1  | +1 |
| Somalia  | 0   | 3   | 0 | 0 | 3 | 1  | 6  | -5 |

| 29 de noviembre de 2009, 14:00 | Somalia | 0:1 (0:1) | Ruanda               | Estadio Nyayo, Nairobi        |                               |
|                                |         |           | Moalim Bader 4' (ag) | Asistencia: 7900 espectadores | Asistencia: 7900 espectadores |

| 1 de diciembre de 2009, 16:00 | Zimbabue | 0:0 | Eritrea | Estadio Nyayo, Nairobi |  |

| 3 de diciembre de 2009, 14:00 | Eritrea              | 1:2 (0:2) | Ruanda                                          | Estadio Nyayo, Nairobi |  |
|                               | Tesfaldet Goitom 85' |           | Yusuf Ndayishimiye 15' · Ermias Wolday 35' (ag) |                        |  |

| 3 de diciembre de 2009, 16:00 | Somalia | 0:2 (0:1) | Zimbabue                                         | Estadio Nyayo, Nairobi |  |
|                               |         |           | Mangezi Tapiwa 32' · Zhokinyi Guthrie 47' (pen.) |                        |  |

| 5 de diciembre de 2009, 11:00 | Eritrea                                                                     | 3:1 (2:0) | Somalia                | Estadio Nyayo, Nairobi |  |
|                               | Isaias Andberhian 25' (pen.) · Filmon Tseqay 27' · Yassin Ali Egal 60' (ag) |           | Mohamed Hassan Ali 70' |                        |  |

| 5 de diciembre de 2009, 13:00 | Ruanda                 | 1:0 (1:0) | Zimbabue | Estadio Nyayo, Nairobi |  |
|                               | Yusuf Ndayishimiye 10' |           |          |                        |  |

## Grupo C
| Equipo   | Pts | Pld | W | D | L | GF | GA | GD |
| -------- | --- | --- | - | - | - | -- | -- | -- |
| Uganda   | 7   | 3   | 2 | 1 | 0 | 4  | 0  | +4 |
| Tanzania | 6   | 3   | 2 | 0 | 1 | 2  | 2  | 0  |
| Zanzíbar | 4   | 3   | 1 | 1 | 1 | 4  | 1  | +3 |
| Burundi  | 0   | 3   | 0 | 0 | 3 | 0  | 7  | -7 |

| 29 de noviembre de 2009, 14:00 | Zanzíbar                                                                                          | 4:0 (3:0) | Burundi | Estadio Mumias Sport Complex, Nairobi |  |
|                                | Aggrey Morris 16' · Hassan Hakizimana 18' (ag) · Suleiman Kassim 25' · Henry Mbazumutima 67' (ag) |           |         |                                       |  |

| 29 de noviembre de 2009, 16:00 | Tanzania | 0:2 (0:1) | Uganda                              | Estadio Mumias Sport Complex, Nairobi |  |
|                                |          |           | Owen Kasule 3' · Mike Sserumaga 87' |                                       |  |

| 1 de diciembre de 2009, 16:00 | Zanzíbar | 0:1 (0:1) | Tanzania          | Estadio Mumias Sport Complex, Nairobi |  |
|                               |          |           | Mrisho Ngassa 19' |                                       |  |

| 2 de diciembre de 2009, 16:00 | Burundi | 0:2 (0:1) | Uganda                                | Estadio Mumias Sport Complex, Nairobi |  |
|                               |         |           | Geoffrey Massa 12' · Dan Wagaluka 67' |                                       |  |

| 4 de diciembre de 2009, 14:00 | Tanzania          | 1:0 (0:0) | Burundi | Estadio Mumias Sport Complex, Nairobi |  |
|                               | Mrisho Ngassa 49' |           |         |                                       |  |

| 4 de diciembre de 2009, 16:00 | Uganda | 0:0 | Zanzíbar | Estadio Mumias Sport Complex, Nairobi |  |

## Cuartos de final
| 7 de diciembre de 2009, 15:00 | Zambia | 0:0 | Zanzíbar | Estadio Nyayo, Nairobi |  |

"Zanzíbar ganó 4-3 en penales"
| 7 de diciembre de 2009, 17:00 | Uganda              | 1:0 (0:0) | Kenia | Estadio Nyayo, Nairobi         |                                |
|                               | Robert Sentongo 64' |           |       | Asistencia: 12000 espectadores | Asistencia: 12000 espectadores |

| 8 de diciembre de 2009, 14:00 | Tanzania                                  | 4:0 (0:0) | Eritrea | Estadio Nyayo, Nairobi        |                               |
|                               | John Boko 61' · Mrisho Ngassa 65' 78' 85' |           |         | Asistencia: 8000 espectadores | Asistencia: 8000 espectadores |

| 8 de diciembre de 2009, 16:00 | Ruanda                                                                     | 4:1 (1:1) | Zimbabue          | Estadio Nyayo, Nairobi        |                               |
|                               | Yusuf Ndayishimiye 32' · Tumaine Ntamuhanga 68' 78' · Haruna Niyonzima 89' |           | Lionel Mutizwa 8' | Asistencia: 7900 espectadores | Asistencia: 7900 espectadores |

## Semifinales
| 9 de diciembre de 2009, 14:00 | Uganda                                       | 2:1 (2:0) | Zanzíbar               | Estadio Nyayo, Nairobi |  |
|                               | Stephen Bengo 4' · Abdullahi Hamoud 10' (ag) |           | Abdulghan Abdullah 74' |                        |  |

| 10 de diciembre de 2009, 12:00 | Tanzania        | 1:2 (0:0) | Ruanda                                        | Estadio Nyayo, Nairobi |  |
|                                | Musa Mugosi 81' |           | Yusuf Ndayishimiye 59' · Mafisango Mutesa 79' |                        |  |

## Tercer Lugar
| 13 de diciembre de 2009, 14:00 | Zanzíbar        | 1:0 (0:0) | Tanzania | Estadio Nyayo, Nairobi |  |
|                                | Abdi Kassim 70' |           |          |                        |  |

## Final
| 13 de diciembre de 2009, 16:00 | Uganda                               | 2:0 (1:0) | Ruanda | Estadio Nyayo, Nairobi                                            |                                                                   |
|                                | Dan Wagaluka 42' · Emmanuel Okwi 73' |           |        | Asistencia: 15000 espectadores Árbitro(s): Emanuel Eyob (Eritrea) | Asistencia: 15000 espectadores Árbitro(s): Emanuel Eyob (Eritrea) |

| Uganda          |
| Campeón Uganda  |
| Undécimo título |

## Goleadores
| Jugador            | Selección | Goles |
| ------------------ | --------- | ----- |
| Mrisho Ngassa      | Tanzania  | 5     |
| Yusuf Ndayishimiye | Ruanda    | 4     |
| Kennedy Chola      | Zambia    | 3     |
| Umed Ukuri         | Etiopía   | 2     |
| James Chamanga     | Kenia     | 2     |
| Felix Sunzu        | Kenia     | 2     |
| Charles Siyingwa   | Zambia    | 2     |
| Allan Wanga        | Kenia     | 2     |
| Tumaine Ntamuhanga | Ruanda    | 2     |
| Dan Wagaluka       | Uganda    | 2     |
| Owen Kasule        | Uganda    | 1     |
| Mike Serumaga      | Uganda    | 1     |
| Aggrey Morris      | Zanzíbar  | 1     |
| Suleiman Kassim    | Zanzíbar  | 1     |
| Akiliu Ayenew      | Etiopía   | 1     |
| Adane Girma        | Etiopía   | 1     |
| Tafese Tesfaye     | Etiopía   | 1     |
| George Odhiambo    | Kenia     | 1     |
| Geoffrey Massa     | Uganda    | 1     |
| Tesfaldet Goitom   | Eritrea   | 1     |
| Mangezi Tapiwa     | Zimbabue  | 1     |
| Zhokinyi Guthrie   | Zimbabue  | 1     |
| John Baraza        | Kenia     | 1     |
| Isaias Andberhian  | Eritrea   | 1     |
| Filmon Tseqay      | Eritrea   | 1     |
| Mohamed Hassan Ali | Somalia   | 1     |
| Robert Sentongo    | Uganda    | 1     |
| John Boko          | Tanzania  | 1     |
| Lionel Mutizwa     | Zimbabue  | 1     |
| Haruna Niyonzima   | Ruanda    | 1     |
| Stephen Bengo      | Uganda    | 1     |
| Abdulghan Abdullah | Zanzíbar  | 1     |
| Mafisango Mutesa   | Ruanda    | 1     |
| Musa Mugosi        | Tanzania  | 1     |
| Abdi Kassim        | Zanzíbar  | 1     |
| Emanuel Okwi       | Uganda    | 1     |

| Predecesor: 2008 | Copa CECAFA 2009 | Sucesor: 2010 |

- Datos: Q1023300